# Cantone di Épernon
Il Cantone di Épernon è una divisione amministrativa dell'arrondissement di Chartres e dell'arrondissement di Dreux.
È stato costituito a seguito della riforma approvata con decreto del 24 febbraio 2014, che ha avuto attuazione dopo le elezioni dipartimentali del 2015.

## Composizione
Comprende i seguenti 23 comuni:
- Bouglainval
- Chartainvilliers
- Coulombs
- Droue-sur-Drouette
- Épernon
- Faverolles
- Gas
- Hanches
- Houx
- Lormaye
- Maintenon
- Mévoisins
- Néron
- Nogent-le-Roi
- Pierres
- Les Pinthières
- Saint-Laurent-la-Gâtine
- Saint-Lucien
- Saint-Martin-de-Nigelles
- Saint-Piat
- Senantes
- Soulaires
- Villiers-le-Morhier